# Оперативна зона Адріатичного узбережжя
Оперативна Зона Адріатичного Узбережжя (нім. Operationszone Adriatisches Küstenland, OZAK; або розмовно: Operationszone Adria; італ. Zona di Operazioni Litorale Adriatico) — район окупований Нацистською Німеччиною на Адріатичному узбережжі на теренах сучасних Італії, Словенії і Хорватіїпід час Другої Світової війни. Був під владою Рейхсгау з Каринтії. Столицею зони був Трієст. 
OZAK був створений 10 вересня 1943 року Гітлером зі штаб-квартирою у Трієсті як відповідь на італійську капітуляцію (8 вересня 1943). Вона включала провінції Фріулі, Горіція, Трієст, Пула (Пола), Рієка (Фіуме) і Любляна (Луб'яна). Передальпійська Оперативна Зона, в складі провінцій Беллуно, Больцано і Тренто, була утворена в той же день. Обидві Операційні Зони офіційно належали Італійській Соціальній Республіці.